# Franz Josef Bucher
Franz Josef Bucher (Kerns, 17 gennaio 1834 – Il Cairo, 6 ottobre 1906) è stato un imprenditore svizzero pioniere dell'industria alberghiera europea.

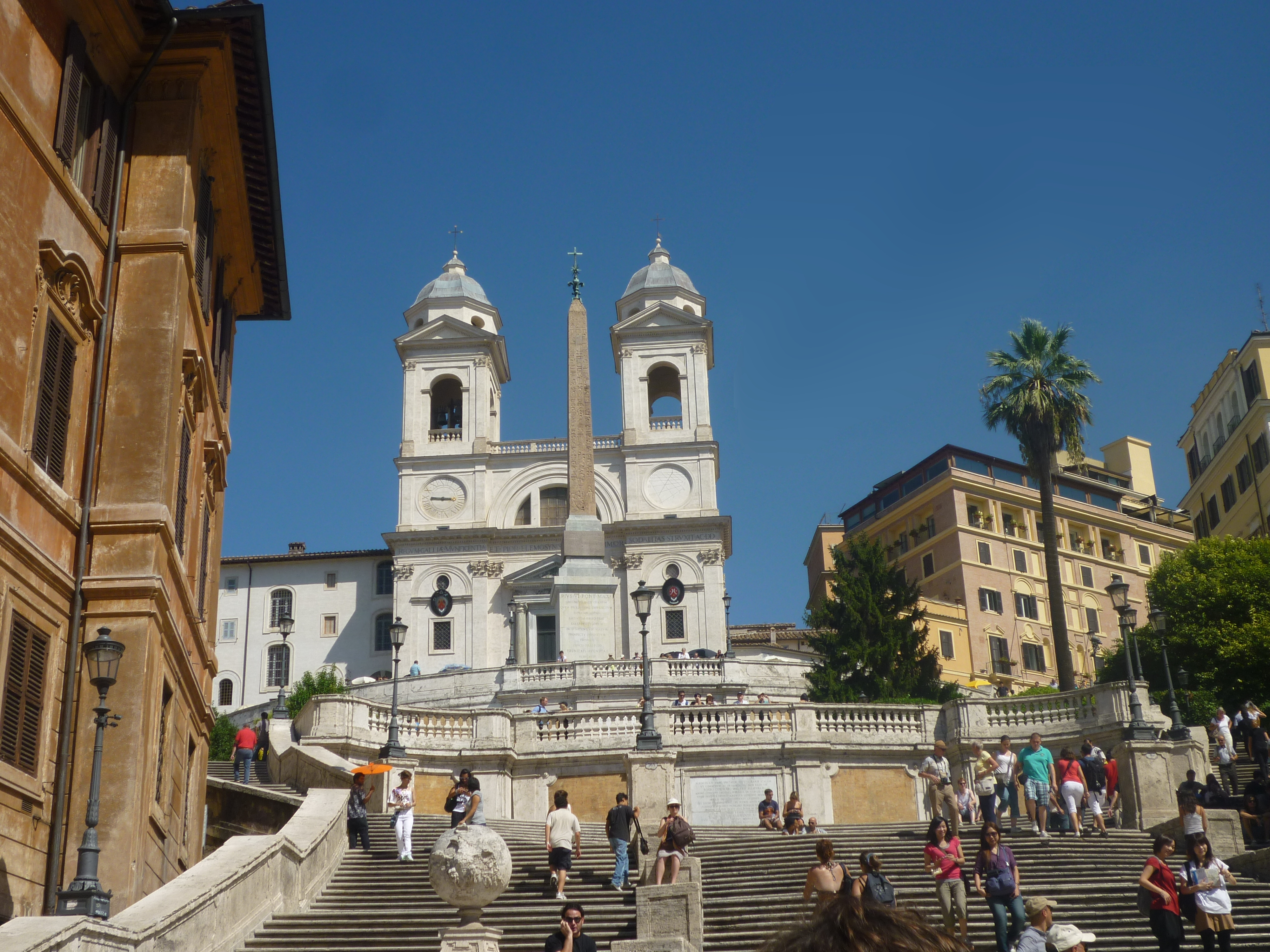
Sulla destra l'Hotel Hassler - Villa Medici

Costruttore di strade ed impianti di risalita, iniziò ad espandersi nel settore alberghiero prima in Svizzera, ampliando poi le proprie attività in Italia a Pegli e soprattutto a Roma dove inizialmente prese in gestione l'Hotel Minerva nel 1890 e nel 1894 assume la direzione dell'hotel Quirinale in via Nazionale, inizialmente dotato di due soli ambienti riservati ai servizi, facendolo diventare uno dei più prestigiosi della città. 
Sul finire del XIX secolo idea la Funicolare Zecca-Righi di Genova, ispirato dalle cremagliere svizzere del monte Rigi, che viene inaugurata nel 1895.
Successivamente i suoi eredi acquistarono intorno al 1921 l’Hotel Hassler a Trinità dei Monti fondato da Alberto Hassler, che fecero ricostruire pressoché interamente nel 1939 e durante la guerra fu requisito dagli alleati che vi installarono il comando supremo delle forze aeree per riaprirlo ai civili nel 1947 tornando a gestirlo con Oscar e Roberto Wirth, per riportarlo ai vertici dell'hotellerie romana e italiana.